# جيرت باستيان
جيرت باستيان (بالألمانية: Gert Bastian) هو عسكري وسياسي ألماني، ولد في 26 مارس 1923 في ميونخ في ألمانيا، وتوفي في 1 أكتوبر 1992 في بون في ألمانيا. حزبياً، نشط في الخضر. وقد انتخب عضو في البوندستاغ الألماني خلال فترته النيابية ‏ (29 مارس 1983 – 18 فبراير 1987).

## روابط خارجية
- جيرت باستيان على موقع مونزينجر (الألمانية)